# Гендерсон (Небраска)
Гендерсон (англ. Henderson) — місто (англ. city) в США, в окрузі Йорк штату Небраска. Населення — 1080 осіб (2020).

## Географія
Гендерсон розташований за координатами 40°46′44″ пн. ш. 97°48′41″ зх. д. / 40.77889° пн. ш. 97.81139° зх. д. (40.778922, -97.811491).  За даними Бюро перепису населення США в 2010 році місто мало площу 1,45 км², з яких 1,45 км² — суходіл та 0,00 км² — водойми.

## Демографія
Згідно з переписом 2010 року, у місті мешкала 991 особа в 433 домогосподарствах у складі 290 родин. Густота населення становила 682 особи/км².  Було 481 помешкання (331/км²).
Расовий склад населення:
| - 98,2 % — білих - 0,3 % — корінних американців - 0,3 % — чорних або афроамериканців - 0,1 % — азіатів |

До двох чи більше рас належало 0,3 %. Частка іспаномовних становила 2,0 % від усіх жителів.
За віковим діапазоном населення розподілялося таким чином: 20,6 % — особи молодші 18 років, 47,0 % — особи у віці 18—64 років, 32,4 % — особи у віці 65 років та старші. Медіана віку мешканця становила 52,8 року. На 100 осіб жіночої статі у місті припадало 83,2 чоловіків;  на 100 жінок у віці від 18 років та старших — 81,3 чоловіків також старших 18 років.
Середній дохід на одне домашнє господарство  становив 70 707 доларів США (медіана — 56 250), а середній дохід на одну сім'ю — 86 527 доларів (медіана — 64 286). Медіана доходів становила 48 542 долари для чоловіків та 34 500 доларів для жінок. За межею бідності перебувало 7,0 % осіб, у тому числі 14,3 % дітей у віці до 18 років та 1,7 % осіб у віці 65 років та старших.
Цивільне працевлаштоване населення становило 386 осіб. Основні галузі зайнятості: освіта, охорона здоров'я та соціальна допомога — 28,0 %, науковці, спеціалісти, менеджери — 11,1 %, транспорт — 10,4 %.